# Limira (mitología)
Limira era el nombre de una fuente de Licia, en donde existía un oráculo y que daba origen a un estanque.
Todo el que iba a consultar al oráculo echaba alguna sustancia alimenticia a los peces del estanque y si éstos saltaban para comerla, la respuesta era propicia. Si, por el contrario, no hacían caso del alimento, había de ser adverso.